# The Sword

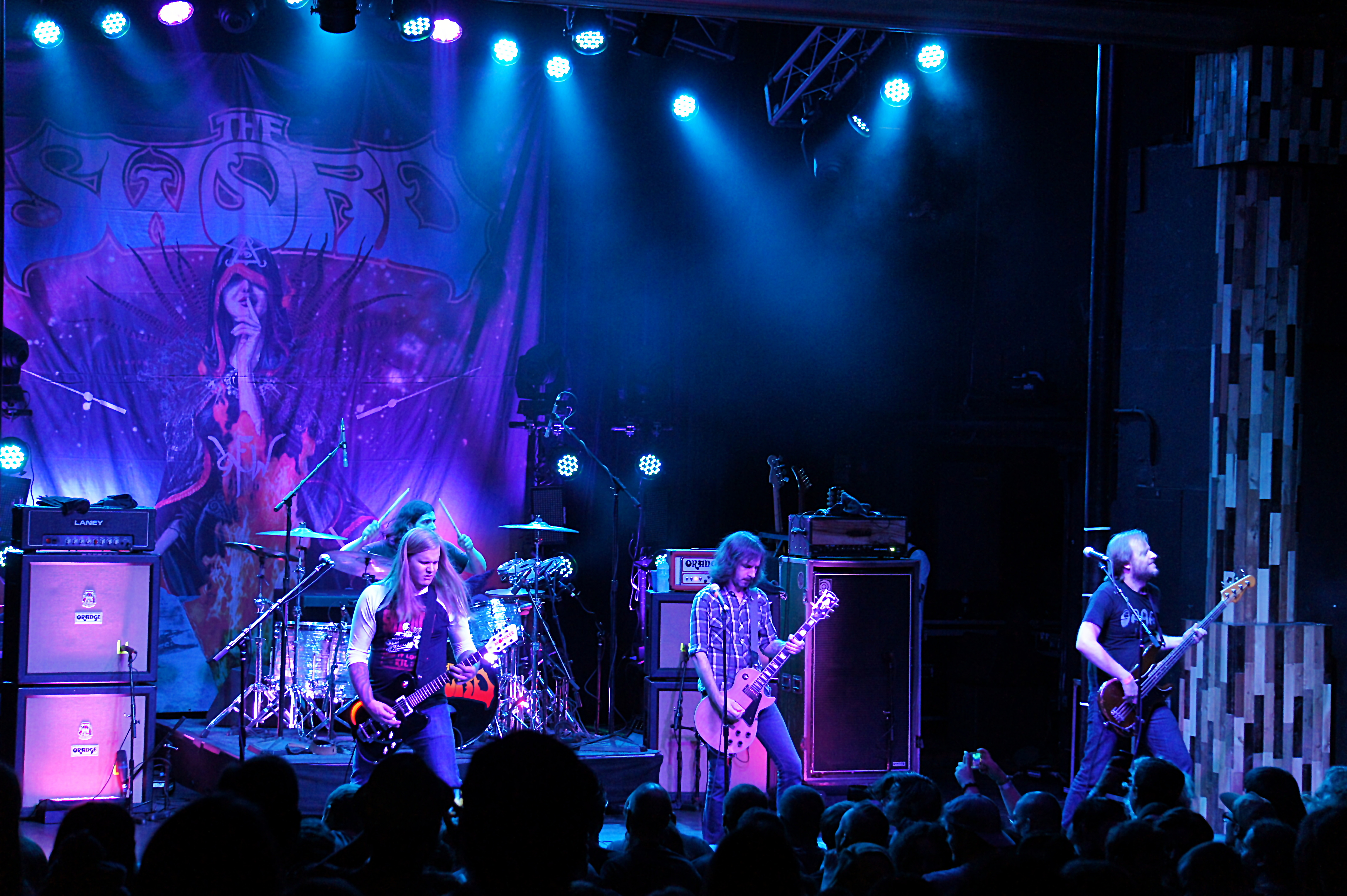
The Sword tijdens een optreden in 2013

The Sword is een Amerikaanse metalband uit Austin (Texas) opgericht in 2003.
De band bestaat uit gitarist en zanger John D. "J. D." Cronise, gitarist Kyle Shutt, bassist Bryan Richie en drummer Trivett Wingo. De band staat onder contract van Kemado Records.

## Discografie
The Sword heeft vijf studioalbums gemaakt:
- Age of Winters (2006)
- Gods of the Earth (2008)
- Warp Riders (2010)
- Apocryphon (2012)
- High Country (2015)